# Paola Senatore
Pour les articles homonymes, voir Senatore.
Paola Senatore est une actrice italienne, née le 9 novembre 1949 à Rome. Elle a tourné près de quarante films entre 1970 et 1985 au contenu souvent érotique.

## Biographie

### Sa jeunesse
Paola Senatore naît en 1949 à Rome d'une mère célibataire qui a dû quitter sa Calabre natale. Son enfance n'est guère heureuse, marquée par beaucoup de privations et surtout par l'absence d'un père qui se fait cruellement sentir. À l'adolescence, elle fréquente un temps une institution catholique. La chance semble tourner en faveur de la belle rousse aux yeux verts, quand, à vingt ans, elle a l'occasion de faire ses débuts au cinéma.

### Des débuts au succès
Elle apparaît la première fois sur grand écran pour un petit rôle dans Les Nouvelles Aventures de Robin des Bois, un film de José Luis Merino. Elle joue ensuite principalement dans des films érotiques en vogue dans les années 1970, ainsi que dans d'autres films de genre (poliziottesco, giallo, épouvante). Tinto Brass lui confie des rôles importants dans Salon Kitty aux côtés d'Helmut Berger et d'Ingrid Thulin et dans Action avec Luc Merenda. Elle tourne sous la direction de Marco Vicario (L'erotomane) ou encore de Mariano Laurenti (L'Infirmière de nuit et Dove vai se il vizietto non ce l'hai?), un des maîtres de la comédie érotique à l'italienne. On la trouve aussi au générique des réalisations du sulfureux Joe d'Amato comme Black Emanuelle en Amérique avec Laura Gemser ou Les Amours interdites d'une religieuse avec Marina Hedman.
Elle tourne aussi en France, dans deux films de Claude Pierson (Donnez-nous notre amour quotidien et Un amour comme le nôtre), puis participe en 1975 à Zig-Zig de László Szabó aux côtés de Catherine Deneuve et de Bernadette Lafont, avant d'apparaître enfin en 1978 dans Le Collier, le premier épisode de la série télévisée Sam et Sally. Elle tourne également en Espagne (Casa Manchada et La mujer de la tierra caliente) et en Roumanie (Cuibul salamandrelor). Ses qualités de comédienne sont reconnues quand elle interprète le rôle d'une mère soumise dans Nenè de Salvatore Samperi. Mais l'échec commercial du film ne lui permet pas de franchir un cap dans sa carrière et elle semble devoir rester confinée au cinéma bis. En 1980, elle tient, avec Janet Agren, un des rôles principaux dans le film d'horreur d'Umberto Lenzi La Secte des cannibales. Comme beaucoup d'autres icônes du cinéma « sexy », elle pose pour le magazine Playmen, pour Playboy et fait la couverture de Ciné-revue.

### De la drogue au porno
Mais, à la fin des années 1970 la vie privée de l'actrice va influencer très négativement sa carrière. À vingt-sept ans, elle se voit imposer un avortement par l'homme avec lequel elle vit pourtant depuis sept ans. Elle entame ensuite une liaison avec un jeune homme âgé de dix-huit ans qui lui fait découvrir les « paradis artificiels ». Avec Claudio Campiglia, rencontré en 1977, son « amour toxique », elle s'enfonce dans l'addiction.
À trente-quatre ans passés, l'actrice se retrouve à nouveau enceinte. Elle qui a connu une enfance difficile souhaite surtout que son futur enfant ne manque de rien et les cachets des productions érotiques de Bruno Gaburro ne suffisent plus. Avant sa consœur Lilli Carati, la dépendance à la drogue et le besoin d'argent qui en découle, la conduit donc, en 1985, à passer au « hardcore ». Elle accepte de faire des séries de photos de plus en plus osées pour des revues pornographiques comme Men ou Le Ore. On l'y retrouve à plusieurs reprises posant aux côtés de Karin Schubert. Puis elle tourne un film X au titre évocateur de Non stop sempre buio in sala avec pour partenaire à l'écran son compagnon à la ville. Dans la nuit du 14 septembre de la même année elle est arrêtée pour usage et détention de stupéfiants, et subit l'humiliation d'être emmenée menottes aux poignets devant des dizaines de photographes,. Sa carrière est brisée.

### XXIesiècle
Elle vit ensuite retirée, près de Rome et de son fils Alessio. En 2011, elle a annoncé travailler à son autobiographie.

## Filmographie

### Films classiques
- 1970 : Les Nouvelles Aventures de Robin des Bois (Robin Hood, l'invincibile arciere) de José Luis Merino :
- 1972 : Caresses à domicile (A.A.A. Massaggiatrice bella presenza offresi...) de Demofilo Fidani : Cristina Graziani
- 1973 : Donnez-nous notre amour quotidien de Claude Pierson : Béatrice
- 1973 : La Vie sexuelle dans les prisons de femmes (Diario segreto da un carcere femminile) de Rino Di Silvestro : Musumeci
- 1973 : Ricco (Un tipo con una faccia strana ti cerca per ucciderti) de Tulio Demicheli : Concetta Aversi
- 1973 : Servo suo de Romano Scavolini :
- 1973 : Une histoire du XVIIe siècle (Storia di una monaca di clausura) de Domenico Paolella :
- 1973 : Des garces pour l'enfer (Il fiore dai petali d'acciaio) de Gianfranco Piccioli : Daniela
- 1973 : Provaci anche tu, Lionel de Roberto Bianchi Montero :
- 1974 : L'erotomane de Marco Vicario : Onorevole Belloni
- 1974 : L'Assassin a réservé 9 fauteuils (L'assassino ha riservato nove poltrone) de Giuseppe Bennati : Lynn Davenant
- 1974 : Madeleine... anatomia di un incubo (it) de Roberto Mauri : Mary
- 1974 : Un amour comme le nôtre de Claude Pierson : Béatrice
- 1975 : Zig-Zig de László Szabó : madame Bruyère
- 1976 : Salon Kitty (Salon Kitty) de Tinto Brass : Marika
- 1976 : Càlamo de Massimo Pirri
- 1976 : Comme des chiens enragés (Come cani arrabbiati) de Mario Imperoli : Germana
- 1977 : Nenè de Salvatore Samperi : la mère de Ju et Pa
- 1977 : Black Emanuelle en Amérique (Emanuelle in America) de Joe D'Amato : Laura Elvize
- 1977 : Le Gynécologue de ces dames (it) (Il ginecologo della mutua) de Joe D'Amato : Pamela
- 1977 : Casa Manchada de José Antonio Nieves Conde : Rosa
- 1978 : La mujer de la tierra caliente de José María Forqué : The Whore
- 1978 : Cuibul salamandrelor de Mircea Dragan : Diana Astor
- 1978 : Cible pour un tueur (Bersaglio altezza uomo) de Guido Zurli : La fille de la bande
- 1978 : Sam et Sally, série télévisée, épisode Le Collier de Jean Girault : Rossana
- 1979 : I guappi non si toccano de Mario Bianchi : Paulette Maurice
- 1979 : L'Infirmière de nuit (L'infermiera di notte) de Mariano Laurenti : Zaira
- 1979 : Les Amours interdites d'une religieuse (Immagini di un convento) de Joe D'Amato : Isabella
- 1980 : Action de Tinto Brass : Ann Shimpton
- 1980 : La Secte des cannibales (Mangiati vivi!) de Umberto Lenzi : Diana Morris
- 1981 : La settimana al mare de Mariano Laurenti : Margareth
- 1981 : Le Trou aux folles (it) (Dove vai se il vizietto non ce l'hai?) de Marino Girolami : Simona
- 1981 : La Zézette plaît aux marins (La dottoressa preferisce i marinai) de Michele Massimo Tarantini : Paola
- 1982 : Ti spacco il muso bimba (it) de Mario Carbone
- 1984 : Malombra (it) de Bruno Gaburro : Carlotta
- 1984 : Maladonna (it) de Bruno Gaburro : Maria Raininger
- 1985 : Penombra (it) de Bruno Gaburro : Maria / Carlotta

### Films X
- 1985 : Non stop sempre buio in sala de Arduino Sacco
- 1986 : La sfida erotica de Arduino Sacco (images d'archives)[11]